# Anomala albopilosa
Anomala albopilosa је врста European chafer из породице балегари. Прво ју је описао Фредерик Вилијам Хоуп у роду Euchlora 1839. Насељава четири острва Јапана (Кјушу, Шикоку, Хоншу и Хокаидо), острво Рјуку, Кореју и Тајван.

## Таксономија
Anomala albopilosa садржи следеће подврсте:
- Anomala albopislosa subsp. albopilosa
- Anomala albopilosa subsp. trachpyga
- Anomala albopilosa subsp. yashiroi
- Anomala albopilosa subsp. gracilis
- Anomala albopilosa subsp. sakishimana
- Anomala albopilosa subsp. yonaguniana